# Locomotora Reuben Wells

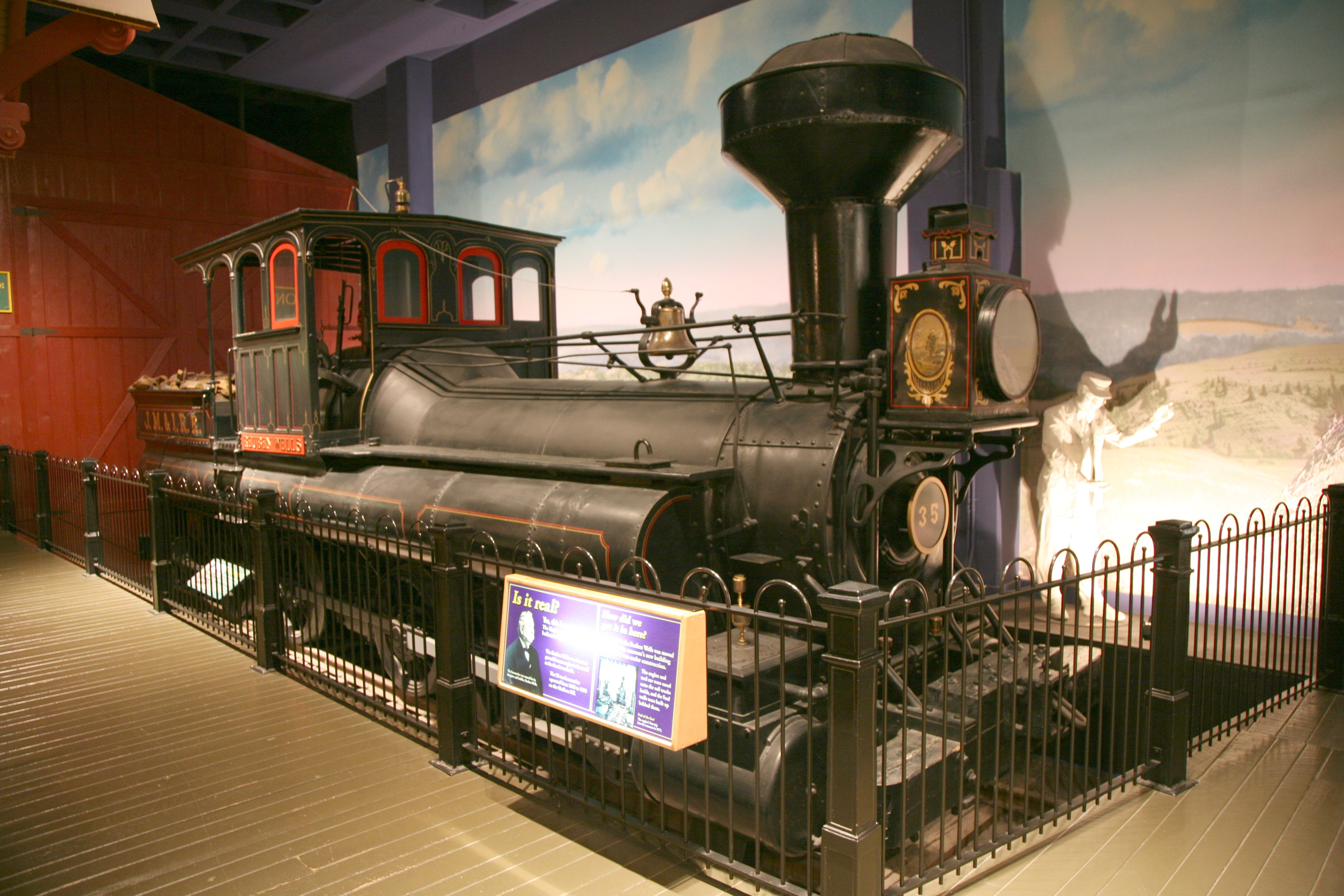
La locomotora "Reuben Wells" en el Museo de los Niños de Indianápolis.

La Locomotora "Reuben Wells" es una locomotora de vapor que se encuentra en la colección permanente del Museo de los Niños de Indianápolis en Indianápolis, Indiana. Empezó a funcionar en 1868 y continuó durante 30 años en Madison, Indiana. Su principal función fue trasladar vagones por pendientes ferroviarias escarpadas en Estados Unidos.

## Descripción e información histórica
La locomotora "Reuben Wells" fue una locomotora auxiliar construida en 1868 y diseñada para trasladar vagones por el Monte Madison, el cual tiene una  pendiente de 5.98 y es considerado el segmento de vías ferroviarias más inclinado de todo Estados Unidos. Era considerada la locomotora más potente del mundo con un peso de 50 toneladas y con una longitud 11 metros, recibiendo su nombre de su creador, Reuben Wells.
La locomotora fue específicamente diseñada para cruzar el Monte Madison en Indiana. La compañía Jeffersonville, Madison & Indianapolis intentó por diferentes métodos subir dicho monte, pero los acopladores usados para unir los vagones no eran lo suficientemente fuertes para soportar el peso de éstos durante el ascenso, haciendo necesario que fueran empujados por caballos. Posteriormente se utilizó un ferrocarril de cremallera que se mantuvo en uso durante 20 años. La locomotora "Reuben Wells" fue la primera locomotora de vapor de calidad en trabajar sólo con adhesión, logrando impulsar los vagones para subir la colina al igual que soportarlos durante el descenso.
Luego de haber sido construida en 1858 y de haber comenzado a operar un año después, la locomotora fue retirada en el año 1898 después de 30 años de servicio. Permaneció en la reserva 7 años más antes de ser retirada definitivamente. En 1905, fue enviada a la Universidad de Purdue. En los años siguientes la locomotora "Reuben Wells" fue incluida en varias exhibiciones, como la Exposición Universal de Chicago y la Exposición de Ferrocarriles de Chicago. Tiempo después fue trasladada a los almacenes de Penn Central Railroad Company en Pensilvania y finalmente, en 1968, volvió a Indiana, donde se encuentra actualmente en exhibición en el Museo de los Niños de Indianápolis.

### Adquisición

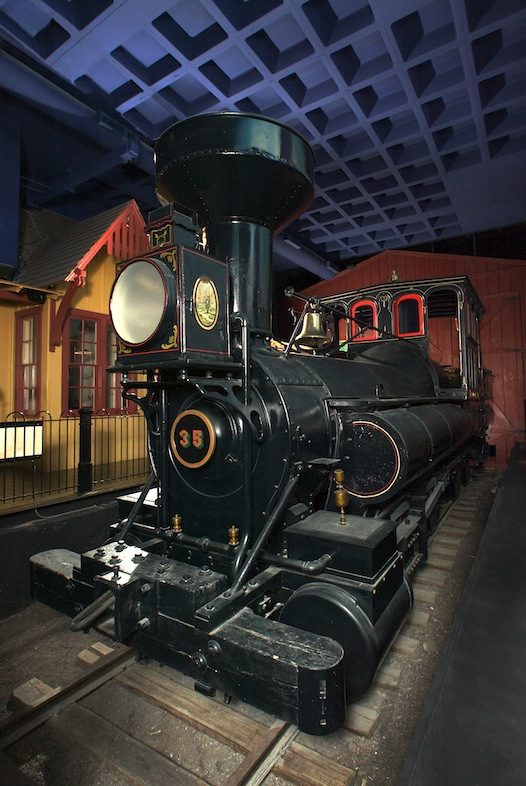
La locomotora "Reuben Wells".

En 1966 Tom Billings, director del consejo del Museo de los Niños, se percató de que la locomotora "Reuben Wells" se encontraba en un almacén de Pensilvania. Durante una de sus vacaciones en Washington y Williamsburg, Billings decidió visitar el lugar en donde estaba esa máquina y posteriormente contactó a Otto Frenzel, miembro de la directiva del Pennsylvania Railroad. Como resultado de la visita, se concretó que dicha empresa estaba buscando lugares para exponer sus locomotoras de vapor, mientras que la locomotora "Reuben Wells" había sido apartada para el museo de San Luis. Los abogados subrayaron que el museo ya contaba con varias piezas que no contaban con una conexión histórica con la máquina. La campaña fue satisfactoria y en mayo de 1977 el presidente del Pennsylvania Railroad, Allen Greenough, anunció que la locomotora sería embarcada en una plataforma hacia Indiana.
El 11 de junio de 1968, la llegada de la locomotora fue anunciada con mucho entusiasmo; se organizó un desfile para acompañar al tren, seguida del Central Indiana Council Boy Scout Band y un convoy de motocicletas. Antes de llegar a su destino, recorrió las calles 38 y Meridian. Ante el éxito obtenido por los esfuerzos del Indiana Junior Historical Society y del Gremio del Museo de los Niños, la locomotora fue colocada un año después en una nueva estación de trenes dentro de las instalaciones del museo. Finalmente, en 1976, la locomotora se instaló en un nuevo edificio en la planta baja del lugar, en donde se encuentra actualmente como parte de la colección permanente dentro del Museo de los Niños de Indianápolis.